# Hélène Lubienska de Lenval
Hélène Lubienska de Lenval (Roma, 16 de agosto de 1895 - Bruselas, 23 de agosto de 1972) fue una pedagoga belga del Método Montessori que desenvolvió teorías y prácticas para la educación de la religión (especialmente católica) y la catequesis.
Su método tiene como medios el silencio, el rito, la contemplación y el trabajo personal.